# Jamesflamingo
Der Jamesflamingo (Phoenicoparrus jamesi) auch James-Flamingo ist ein Vogel aus der Familie der Flamingos.

## Merkmale
Der Jamesflamingo hat einen rosa Kopf, der hintere Rücken und der Nacken sind rot gesprenkelt oder gestreift. Die Flügelränder sind schwarz, wie auch die Schnabelspitze. Die Schnabelbasis ist gelb, die Haut um die Augen herum wird in der Balzzeit dunkelrot. Die Beine sind abwechselnd grau und rot gestreift. Er wird 70–80 Zentimeter lang, 125–135 Zentimeter hoch und 1,8–2,6 Kilogramm schwer. Damit ist er nach dem Zwergflamingo die kleinste Flamingo-Art.

## Lebensweise und Verbreitung
Die Flamingos leben an Salzseen ab 2000 Metern Höhe in Südperu über Bolivien bis Nordchile.
Die meisten Tiere wandern im Winter die Berge herunter, einige bleiben aber auch.
Die Tiere ernähren sich ausschließlich von Kieselalgen und Krebschen, die es in den Salzseen der Hochplateaus reichlich gibt. Sie filtern diese mit dem Schnabel aus dem Wasser. Im Gegensatz zum Rosaflamingo tauchen sie den Kopf beim Fressen nie ganz unter Wasser. Wie alle Flamingos nehmen sie den roten Farbstoff der Krebse in ihr Gefieder auf. In der Balzzeit wird es dann ganz rosa.
Die Tiere haben ein dem Rosaflamingo ähnliches Balzverhalten.

## Systematik
Der Jamesflamingo wurde früher in die Gattung Phoenicopterus gestellt. Dies wird aber als überholt angesehen, so gehört er heute mit dem Andenflamingo in die Gattung Phoenicoparrus. Die Vögel unterscheiden sich vom Chileflamingo und dem Rosaflamingo durch die fehlende vierte Zehe und den mehr abgerundeten Schnabel.